# Sveti Lino
Sveti Lino (Volterra, ? – Rim, 23. rujna oko 76.), drugi papa, nasljednik svetog Petra, od 67. do 76. godine.

## Životopis
Rođen je u nepoznatom mjestu u Toskani, a umro je vjerojatno u Rimu. Prema drugim izvorima, Lino je podrijetlom iz mjesta Volterra u Toskani.
Gotovo ništa nije poznato o Linovom životu. Stari spis, Apostolske konstitucije, spominje da je Lina za biskupa zaredio sveti Pavao, te da ga je Petar odredio za svoga nasljednika. U istom spisu kaže se da mu se majka zvala Klaudija (neki kasniji spisi držat će da mu je to bila sestra). Sv. Irenej Lionski (oko 135. – 202.) ističe da na ovog papu misli i pisac Druge poslanice Timoteju, kad na kraju toga pisma prenosi pozdrave koje šalju »Lino, Klaudija i sva braća« (2 Tim 4 21).
Proglasio je prvih 15 biskupa, uveo je predaju palija, organizirao unutarcrkveni svećenički raspored i uveo pravilo da žene smiju ulaziti u crkvu pokrivene glave, koje je trajalo sve do 1960-ih godina.
Prema nekim izvorima (npr. Liber pontificalis) Lino je umro mučeničkom smrću. Ipak, oko toga se ne slažu svi povjesničari, jer u to doba nije bilo progona Crkve, a ubio ga je konzul Saturnin odrubivši mu glavu 23. rujna 76. godine. Prema predaji, pokopan je na Vatikanskom brežuljku, a postoji zapis iz 7. stoljeća o nalasku natpisa uz Konfesiju svetoga Petra na kojem se vidi i ime svetoga Lina pa je prema tome bio pokopan uz svetog Petra.
Spomendan ovoga sveca slavi se 23. rujna.